# Перший Інтернаціонал

Перший Інтернаціонал (Міжнародне співтовариство робітників) — перше міжнародне об'єднання пролетаріату, засноване 28 вересня 1864 р. в Лондоні. Його створення та діяльність нерозривно пов'язана з Карлом Марксом та Фрідріхом Енґельсом, котрі піддали різкій критиці реформістські погляди — прудонізм, лассаліанство, бакунізм. Перший Інтернаціонал зіграв визначну роль в розповсюдженні ідей марксизму, у поєднанні наукового соціалізму з робітничим рухом, в організації робітничих партій в деяких країнах. Діяльність Першого Інтернаціоналу припинилась після розколу в 1876 р.

## Історія

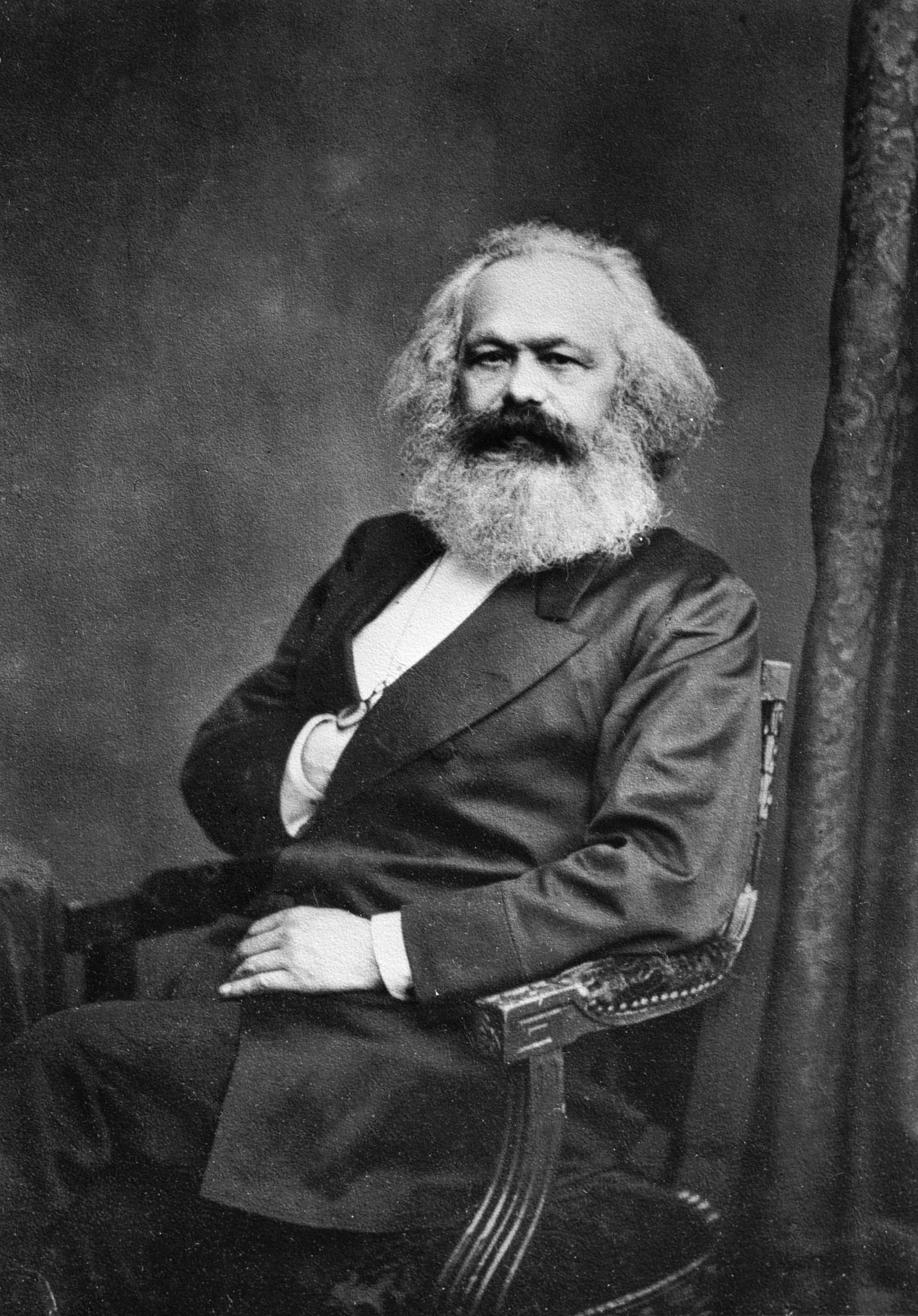
Карл Маркс, член Генеральної ради Першого Інтернаціоналу

Рішенням першого установчого конгресу 28 вересня 1864 року місцеперебуванням Першого Інтернаціоналу було обрано Залу Святого Мартіна (St. Martin's Hall) в Лондоні. На другій конференції 1871 року було вирішено перенести місцеперебування Першого Інтернаціоналу до Нью-Йорку.
На відміну від наступних Інтернаціоналів, до Першого належали політично різноманітні угрупування, які дотримувались інколи радикально відмінних теорій соціалізму. Хоча інтернаціонал був порівняно маловпливовою організацією, багатьма опонентами він вважався основним чинником посилення робітничих рухів у багатьох країнах, та виникнення Паризької комуни 1871 року. Від самого створення в організації йшла боротьба за владу, особливо між прибічниками Карла Маркса, співавтора Комуністичного маніфесту, з одного боку, та анархістів з Михайлом Бакуніним з іншого. В той час як Маркс підтримував ідею створення централізованої організації робітничих партій окремих країн, які ще проходили етап формування, Бакунін, згідно з доктринами анархізму виступав проти будь-якої централізації та правління будь-якого класу або партії.
Цей світоглядний конфлікт провідних угрупувань серед міжнародного робітничого руху призвела до розколу Першого Інтернаціоналу на V конгресі в Гаазі 1872 року після того, як 1871 році в Лондоні була підтримана марксистська програма та виключені зі складу Інтернаціоналу анархістські угрупування.
12 листопада 1871 року в Сонвіє була заснована Юрська федерація. До федерації увійшла більшість західних швейцарських угрупувань, які підтримували ідеї анархо-колективізму, федералізму та антиетатизму. Виключена з Першого Інтернаціоналу частина соціалістичних організацій утворила 15-17 вересня 1872 року в Сент-Ім'єні (Кантон Юра, Швейцарія) Антиавторитарний інтернаціонал.
Після розколу Генеральна Рада Першого Інтернаціоналу втратила будь-яке значення, і 1876 було оголошено про офіційний розпуск організації.

### Конгреси та конференції
Конференція в Лондоні, 1864 р.
На першій конференції були присутні майже 2000 представників з 13 європейських країн та США, 28 вересня 1864 р. в Лондонській Залі Святого Мартіна (St. Martin's Hall). Керівним органом стала Генеральна Рада, до президії якої входив Карл Маркс. Його висунула та підтримала лондонська робітнича організація. Він взяв участь в роботі над «Установчим маніфестом Міжнародного товариства працівників». Іншим представником від Німеччини був Йохан Екаріус (нім. Johann Georg Eccarius). Разом з Марксом та Екаріусом, до Генеральної ради входили Карл Гейнріх Фендер, Фрідріх Леснер, Георг Лохер та Карл Кауб.